# Poplaca (gmina)
Poplaca – gmina w Rumunii, w okręgu Sybin. Obejmuje tylko jedną miejscowość Poplaca. W 2011 roku liczyła 1802 mieszkańców.